# Christoph 54
Christoph 54 ist der Funkrufname für einen Rettungshubschrauber der DRF Luftrettung, der am Flugplatz Freiburg in der Nähe des Universitätsklinikums Freiburg stationiert ist und die Region Freiburg abdeckt. Er ist außerdem als Intensivtransporthubschrauber für das Land Baden-Württemberg im Einsatz.

## Geschichte
Seit der Gründung der Station am 10. März 1993 ist ein Rettungshubschrauber am Flugplatz Freiburg stationiert. Zunächst startete er in der Nähe des Towergebäudes zu seinen Einsätzen. Im Januar 2002 wurde der Hangar für den Rettungshubschrauber fertiggestellt und dieser bekam einen eigenen Landeplatz. Das Gebäude wurde 2008 renoviert. Geflogen wurden die Einsätze von März 1993 bis zum 1. Dezember 2019 mit einer MBB/Kawasaki BK 117. Bis 2002 war das Rufzeichen „Flugwacht Freiburg 71“. Bereits im Jahre 2005 absolvierte Christoph 54 seinen zehntausendsten Einsatz.
Am 5. Januar 2009 wurde der Rettungshubschrauber von einem LKW, der gerade einparken wollte, erfasst. Der Hubschrauber landete zuvor anlässlich eines Notrufes. Die Maschine wurde bei der Kollision leicht beschädigt.
Im Sommer 2013 feierte die Station der DRF Luftrettung in Freiburg ihr 20-jähriges Jubiläum auf dem Freiburger Flugplatz. Während die Einsatzmaschine immer wieder zu Notfalleinsätzen startete, konnten interessierte Besucher einen zweiten Hubschrauber des gleichen Typs besichtigen. Es waren außerdem mehrere Rettungsorganisationen vor Ort, deren Fahrzeuge ebenfalls begutachtet werden konnten.
Am 1. Dezember 2019 erhielt die Luftrettungsstation in Freiburg eine neue Maschine mit einer Rettungswinde. Seitdem kommt eine H145 von Airbus Helicopters zum Einsatz. Christoph 54 wird nun primär als Rettungshubschrauber sowie zur Windenrettung eingesetzt, aber ist auch weiterhin als Intensivtransporthubschrauber im Einsatz. Am 24. Januar 2020 wurde die Maschine im Beisein von Vertreter der DRF Luftrettung, des Universitätsklinikum und des St. Josefskrankenhaus Freiburg, der Stadt Freiburg, der Politik, der Berufsfeuerwehr Freiburg und der Bergwacht Schwarzwald feierlich übergeben.
Ein Gutachten für die Luftrettung in Baden-Württemberg empfiehlt, die Anzahl Rettungshubschrauber in Baden-Württemberg von bislang acht auf zehn zu erhöhen. Ein passender Standort für einen neuen Rettungshubschrauber wäre Lahr. Im Zuge dessen würde die Station von Christoph 54 um einige Flugminuten nach Südosten in die Region Kirchzarten/Todtnau verlegt werden. Die gesamte Umsetzung würde etwa zwei bis fünf Jahre in Anspruch nehmen.
Seit dem 14. April 2023 wird an der Luftrettungsstation ein Airbus Helicopters H145 D-3 eingesetzt. Es handelt sich dabei um die erste H145 D-3 mit Winde in der zivilen Luftrettung in Deutschland.

## Aufgaben
Zu seinen Aufgaben gehören sowohl Notfalleinsätze (Verkehrsunfälle, internistische Notfälle, Stürze etc.), als auch Verlegungsflüge von Klinik zu Klinik. Im Sommer müssen häufig verunglückte Wanderer und Motorradfahrer und im Winter verletzte Skifahrer gerettet werden. Zusätzlich steht er für Windenrettungen im ganzen südbadischen Raum zur Verfügung. Hierbei kooperiert die DRF Luftrettung mit der Bergwacht Schwarzwald.